# أوليفر راكهام
أوليفر راكهام (بالإنجليزية: Oliver Rackham)‏ عالم نبات متخصص في الغابات ولد في 17 أكتوبر 1939 
، حائز على زمالة في كلية كوربس كريستي في جامعة كامبريدج. واعترافا منه بقوة الريف البريطاني وخصوصا الأشجار والغابات والمراعي الخشبية، كتب راكهام العديد من الكتب المعروفة بما في ذلك تاريخ الريف عام 1986  وشخص في غابة هاتفيلد. وتخصص راكهام في علم البيئة ونشر أبحاثا على نطاق أوسع عن البيئة في كريت واليونان. وفي عام 1998، حصل على رتبة الإمبراطورية البريطانية تقديرا له على خدماته في مجال حماية الطبيعة.

غلاف كتاب تاريخ الريف عام 1986.

وفي عام 2006، تم تعيينه أستاذا فخريا في علم البيئة التاريخية في قسم علوم النبات بجامعة كامبريدج. وفي 15 أكتوبر 2007، أخُتير راكهام كرئيسا لكلية كوربس كريستي في جامعة كامبريدج حتى 1 أكتوبر 2008. كان راكهام أستاذا فخريا في جامعة إسيكس عام 2000  ، وزميلا في رابطة علماء الطبيعة عام 2007 ، بالإضافة إلى كونه عضوا شرفيا في قسم البيئة الاجتماعية عام 2009. وتُوفي في 12 فبراير 2015.